# إميليو دي بونو
إميليو دي بونو (19 مارس 1866 - فيرونا، 11 يناير 1944) كان جنرالا وسياسي فاشي بارز ومارشال. وكان عضو مجلس الشيوخ في المملكة الإيطالية. وكان أحد الأربعة الذين قادوا مع موسوليني الزحف الفاشي على روما.
ولد دي بونو في كاسانو دي اددا إحدى القرى التابعة لمحافظة ميلانو. انضم للجيش الملكي في عام 1884 باعتباره ملازما ثانيا، وكان يعمل في هيئة الأركان العامة قبل بداية الحرب الإيطالية التركية من عام 1911. حارب دي بونو وقاتل في الحرب العالمية الأولى، حيث ميز نفسه ضد النمساويين في غوريزيا في عام 1916.

## روابط خارجية
- إميليو دي بونو على موقع الموسوعة البريطانية (الإنجليزية)